# Maria Kasprowiczowa
Maria Kasprowiczowa (de domo Bunin, ur. 29 kwietnia 1892 w Petersburgu, zm. 12 grudnia 1968 w Poroninie) – polska publicystka, pamiętnikarka i kustoszka pochodzenia rosyjsko-szwedzkiego.

## Życiorys
Była córką carskiego generała Wiktora Bunina i Szwedki, Marii Anderson. W 1907 poznała, a w 1911 została trzecią i ostatnią żoną poety i dramaturga, Jana Kasprowicza, który był starszy od niej o ponad 30 lat. Ślub odbył się w Dreźnie. W podróż poślubną małżeństwo udało się do Poronina, gdzie po raz pierwszy zobaczyła Tatry (potem była przez wiele lat gościem poronińskiego pensjonatu Mardułów-Gałów). W 1923 zamieszkała w willi Harenda. W 1950 objęła stanowisko kustosza Muzeum Jana Kasprowicza, do którego powstania się przyczyniła i którego kronikę pisała. Działała na rzecz upamiętnienia swojego męża. Opublikowała trzykrotnie jego pamiętnik. Zbierała materiały biograficzne, bibliograficzne i pamiątki. W Harendzie wisi m.in. wykonany przez nią batik, stanowiący tło dla zasuszonego bukietu kwiatów zerwanych w dniu śmierci Kasprowicza. Z inicjatywy Marii powstało Stowarzyszenie Przyjaciół Twórczości Jana Kasprowicza.
Została pochowana w kapliczce Mauzoleum na Harendzie.
Pochodzący z 1926 r. ostatni tom poetycki Jana Kasprowicza Mój świat został jej zadedykowany.

## Publikacje
Publikowała artykuły w prasie popularnej i fachowej, szkice i prozę (przed i po II wojnie światowej), a także następujące pozycje:
- Dziennik. Moje życie z nim. 1900-1914,
- Dziennik. Wojna. 1914-1922 (oba w 1932),
- Dziennik. Bunt. 1922-1924,
- Dziennik. Pojednanie. 1924-1926 (oba w 1933),
- Dziennik. Harenda (1934)[3].